# Лужок (Дергачёвский район)
Лужок (укр. Лужок) — село в Малоданиловском поселковом совете Дергачёвского района Харьковской области Украины.
Код КОАТУУ — 6322055903. Население по переписи 2001 года составляет 252 (117/135 м/ж) человека.

## Географическое положение
Село Лужок находится на правом берегу реки Лопань, на противоположном берегу — город Дергачи, ниже по течению в 2-х км — пгт Малая Даниловка и село Караван, к селу примыкает большой лесной массив урочище Харьковское (дуб).

## История
- 1783 — дата первого упоминания.

## Экономика
- Дергачёвский завод продтоваров.

## Достопримечательности
- Братская могила советских воинов. Похоронены 22 воина.